# Ta'izz
Ta'izz, Taïz ou Taïzz (arabe : تعز) est une ville du Yémen. Située dans le sud-ouest du pays, au cœur des hauts plateaux, Ta'izz est construite à une altitude d'environ 1 400 mètres. 
La capitale du gouvernorat de Ta'izz se trouve à environ une heure de route du port de Mocha (sur les rives de la mer Rouge), fameux pour avoir donné son nom au moka). 
La population de Ta'izz, 460 000 habitants au recensement de 2003 et 615 467 en 2005, en fait la troisième ville la plus peuplée du pays.

## Emplacement géographique

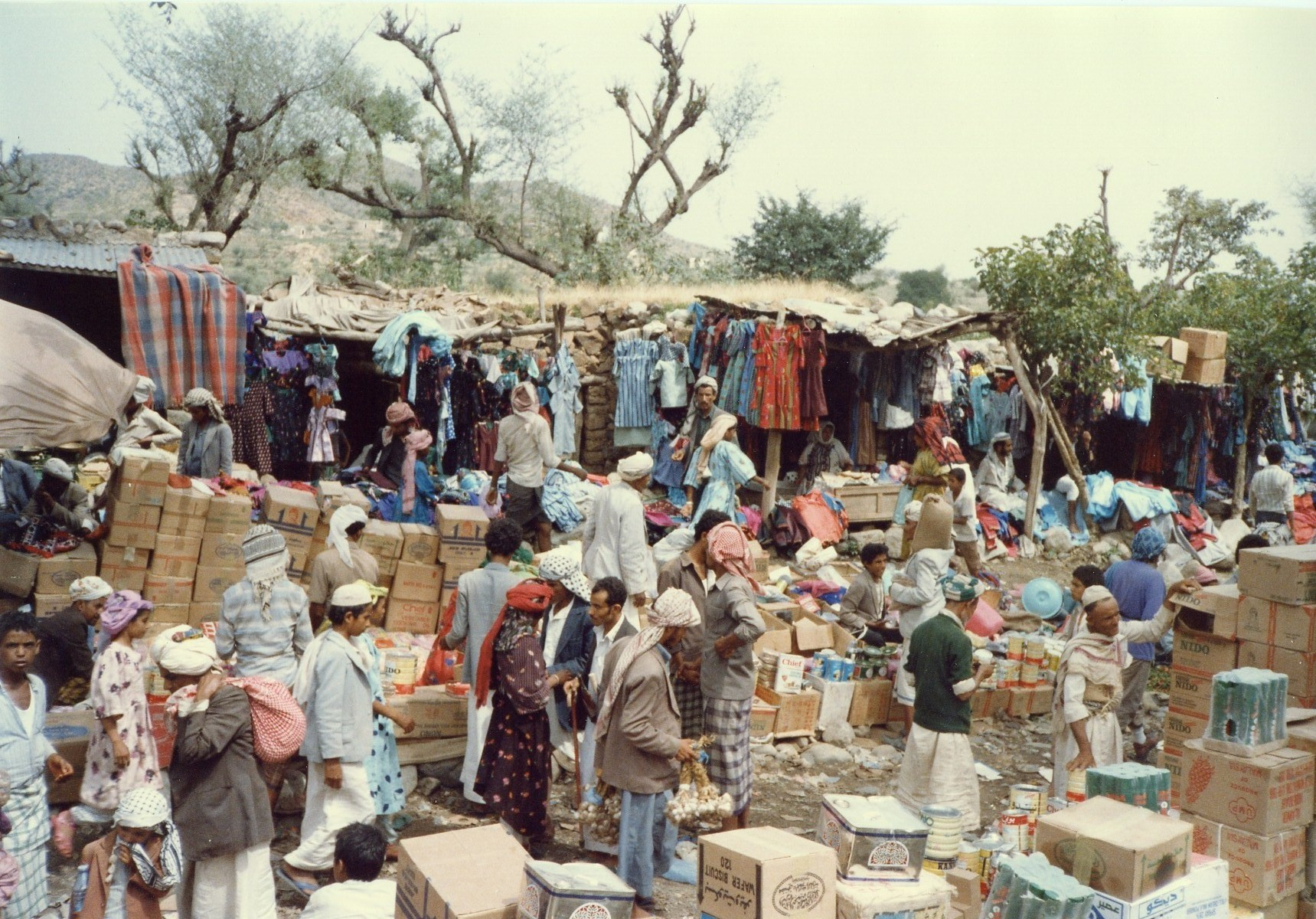
Marché près de Ta'izz en 1986.

Ta'izz est difficile d'accès, par des routes à flanc de montagnes, au bas du mont Sabir (3 006 mètres).
Ta'izz possède de nombreuses connexions routières avec le reste du pays, et est desservie par l'Aéroport international de Ta'izz (en).
Le climat est plutôt tempéré, chaud l'été et doux l'hiver. Il fait beau la plupart du temps, la température moyenne en journée d'octobre est 32 °C, même si la nuit est plus fraîche.

## Histoire

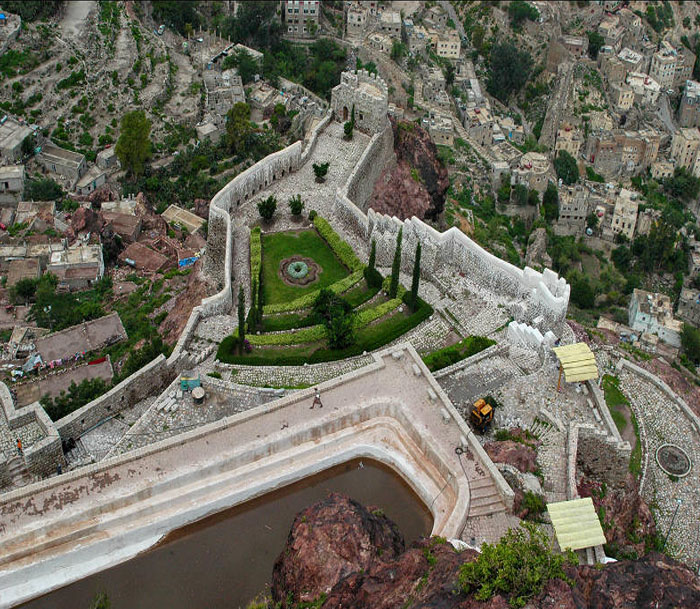
Jardins de la citadelle d'Al-Qahira (2004).

Le nom de la ville apparaît pour la première fois au VIe siècle de l'Hégire, c’est-à-dire le XIIe siècle apr. J.-C., lorsque Turan Shah, le frère de Saladin, arrive au Yémen en 1173. Ta'izz est refortifié par le frère de Saladin, Taktakeen, « l'Ayyoubide ». Puis, en 1288, le second roi rassoulide, Al-Muzaffar Yusuf Ier, fait de Ta'izz la seconde capitale de la dynastie rassoulide (après Zabid).
Le grand explorateur arabe Ibn Battûta visite Ta'izz au XIVe, et la décrit comme l'une des plus belles et des plus grandes villes du Yémen.
Ta'izz reste une ville murée jusqu'en 1948, date à laquelle Imam Ahmed en fait la seconde capitale du Yémen, et permet son expansion au-delà des murailles. 
Elle a su préserver son charme historique, ce qui lui permet d'avoir une activité touristique importante.

### Quelques dates importantes
1175 : Ta'izz devient capitale de la dynastie ayyoubide.[réf. nécessaire]
1500 (approximativement) : La capitale est déplacée à Sanaa par le souverain de la dynastie tahiride du Yémen.
1516 : Ta'izz est sous le contrôle de l'empire ottoman.
1918 : Les Ottomans perdent Ta'izz qui revient à l'état indépendant du Yémen. [réf. souhaitée]
1948 : Ta'izz devient la capitale administrative du Yémen, et devient la résidence de l'imam.
1962 : L'administration yéménite se réinstalle à Sanaa.
Années 1960 : Le premier système d'eau purifiée du Yémen est installé à Ta'izz.
2015 : début de la Bataille de Taëz (2015-2018).

## Architecture et bâtiments importants
La ville possède de nombreux et magnifiques quartiers anciens, avec des habitations typiques, construites en briques brunes, et des mosquées habituellement blanches. Les plus célèbres mosquées sont la mosquée d'Al-Ashraf, située près du mont Cairote et construite vers 1200 par le roi Al Ashraf (de la dynastie des Rassoulides), ainsi que la Muctabiya et la Mudhaffar. Cette dernière sert également de médersa (école islamique), qui compte un grand nombre d'écoliers et possède le statut d'université. Les autres bâtiments mémorables sont les anciennes citadelles et le palais du gouverneur érigé au sommet d'une colline de 450 mètres qui domine le centre-ville. Ta'izz est du reste considérée comme la capitale de la culture et de l'art yéménite.
Le zoo de la ville, en proie aux attaques des Houthis depuis 2015, et ses occupants sont en grand danger : depuis le 16 février 2016, les 256 animaux du zoo n'étaient plus nourris. Plusieurs images de ces animaux mal en point ont circulé sur les réseaux sociaux car faute de nourriture, certains animaux sont devenus cannibales. Une vétérinaire néerlandaise a créé le groupe facebook SOS Zoo and Bear Rescue pour sauver ces animaux. La région étant en zone de guerre, il n'y a pas d'association de défense des animaux et l'État yéménite  ne veut pas intervenir ni faire sortir les animaux du pays, car plusieurs appartiennent à des espèces rares.

## Économie de la ville
La base économique de la ville est le café, cultivé dans les terres cultivables environnantes en même temps que la « drogue douce » le khat et d'autres légumes. Le fromage[Lequel ?] de Ta'izz est également renommé dans l'ensemble du Yémen. [réf. souhaitée]
Parmi les industries propres à la ville se trouvent l'industrie de tissage du coton, la tannerie et la production de joaillerie.  
Mais la plupart des habitants sont au chômage et pauvres [réf. souhaitée] [Information douteuse], même si beaucoup de cadres issus des académies yéménites sont ta'izziens.